# Херцог на Единбург
Херцог на Единбург (на английски: Duke of Edinburgh) е британска благородническа титла по името на Единбург – столицата на Шотландия.
Тя е сред най-новите херцогски титли на британското кралско семейство: присвоява се едва от XVIII век, след юридическото обединение на тогавашна Великобритания. В периода 1764 – 1834 г. титлата е била обединена с титлата херцог на Глостър.
По-известни носители на титлата са Алфред – вторият син на кралица Виктория и принц Филип – съпругът на кралица Елизабет II.
След смъртта на принц Филип на 9 април 2021 г. титлата се носи от Чарлз, принц на Уелс. На 8 септември 2022 г. след смъртта на Елизабет II той се възкачва на трона като Чарлз III и титлата се връща към короната до 10 март 2023 г., когато с нея е удостоен Едуард Уесекски.